# Palisota alopecurus
Palisota alopecurus là một loài thực vật có hoa trong họ Commelinaceae. Loài này được Pellegr. mô tả khoa học đầu tiên năm 1930.